# Hydrophis sibauensis
Espèce
Synonymes
- Chitulia sibauensis (Rasmussen, Auliya & Böhme, 2001)

Statut de conservation UICN

 DD  : Données insuffisantes
Hydrophis sibauensis est une espèce de serpents de la famille des Elapidae.

## Répartition
Cette espèce est endémique de Kalimantan en Indonésie. Elle a été découverte dans la rivière Sibau à Putussibau dans le Kalimantan occidental.

## Étymologie
Son nom d'espèce, composé de sibau et du suffixe latin -ensis, « qui vit dans, qui habite », lui a été donné en référence au lieu de sa découverte, la Sibau, un affluent du Kapuas.

## Publication originale
- Rasmussen, Auliya & Böhme, 2001 : A new species of sea snake genus Hydrophis (Serpentes: Elapidae) from a river in West Kalimantan (Indonesia, Borneo). Herpetologica, vol. 57, n. 1, p. 23-32.